# Linyphantes microps
Linyphantes microps là một loài nhện trong họ Linyphiidae.
Loài này thuộc chi Linyphantes. Linyphantes microps được Ralph Vary Chamberlin & Wilton Ivie miêu tả năm 1942.